# タルサ・ドリラーズ
タルサ・ドリラーズ(Tulsa Drillers)は、MiLB、AA（ダブルA）テキサスリーグ北地区所属の野球チーム。本拠地はオクラホマ州タルサにあるONEOKフィールド。MLBのロサンゼルス・ドジャース傘下のチームとして活動している。

## 経歴
1977年にオクラホマ州タルサを本拠地としていたAAA級タルサ・オイラーズが、ルイジアナ州ニューオーリンズへ移転したため、AA級チームの「ラファイエット・ドリラーズ」がタルサへ移転し、「タルサ・ドリラーズ」に改名した。この年からテキサス・レンジャーズと提携を開始。
1986年にウェント・ハバードが球団を買収。
2003年にレンジャーズとの提携を打ち切り、コロラド・ロッキーズと提携を開始した。
2014年9月17日にロサンゼルス・ドジャースと2年契約を結んだ。

## 選手名鑑

### 現役選手
| 投手 - 34 クリスチャン・バーグマン (Christian Bergman) - 27 エディ・バトラー (Eddie Butler) - -- ボビー・カッセバー (Bobby Cassevah) - 36 ジョー・ガードナー (Joe Gardner) - 17 レウリス・ゴメス (Leuris Gomez) - 23 ダン・ヒューストン (Dan Houston) - 39 ジョシュ・ミューラー (Josh Mueller) - 15 ケン・ロバーツ (Ken Roberts) - 31 コール・ホワイト (Cole White) - 22 ダニエル・ウィンクラー (Daniel Winkler) | 投手 - 34 クリスチャン・バーグマン (Christian Bergman) - 27 エディ・バトラー (Eddie Butler) - -- ボビー・カッセバー (Bobby Cassevah) - 36 ジョー・ガードナー (Joe Gardner) - 17 レウリス・ゴメス (Leuris Gomez) - 23 ダン・ヒューストン (Dan Houston) - 39 ジョシュ・ミューラー (Josh Mueller) - 15 ケン・ロバーツ (Ken Roberts) - 31 コール・ホワイト (Cole White) - 22 ダニエル・ウィンクラー (Daniel Winkler) | 捕手 - 13 ダスティン・ガノウ (Dustin Garneau) - 7 トム・マーフィー (Tom Murphy) - 6 ダラス・タールトン (Dallas Tarleton) 内野手 - 28 ジェイソン・ランフェルス (Jayson Langfels) - 3 アンへリス・ニーナ (Angelys Nina) - 18 キール・ローリング (Kiel Roling) - 9 ティム・スモーリング (Tim Smalling) - 1 ジョイ・ウォン (Joey Wong) 外野手 - 24 デルタ・クリアリー・ジュニア (Delta Cleary Jr.) - -- エバン・フレイ (Evan Frey) - 4 タイラー・クーン (Tyler Kuhn) - 46 ジャロン・シェパード (Jaron Shepherd) | 捕手 - 13 ダスティン・ガノウ (Dustin Garneau) - 7 トム・マーフィー (Tom Murphy) - 6 ダラス・タールトン (Dallas Tarleton) 内野手 - 28 ジェイソン・ランフェルス (Jayson Langfels) - 3 アンへリス・ニーナ (Angelys Nina) - 18 キール・ローリング (Kiel Roling) - 9 ティム・スモーリング (Tim Smalling) - 1 ジョイ・ウォン (Joey Wong) 外野手 - 24 デルタ・クリアリー・ジュニア (Delta Cleary Jr.) - -- エバン・フレイ (Evan Frey) - 4 タイラー・クーン (Tyler Kuhn) - 46 ジャロン・シェパード (Jaron Shepherd) |
| * 40人ロースター 2014年9月25日更新 [公式サイト(英語)より：ロースター 選手の移籍・故障情報] | | | |